# Lydda pseudodecisa
Lydda pseudodecisa är en insektsart som beskrevs av Frederick Arthur Godfrey Muir 1918. Lydda pseudodecisa ingår i släktet Lydda och familjen Derbidae. Inga underarter finns listade i Catalogue of Life.